# Strongylaspis fryi
Strongylaspis  es una especie de escarabajo longicornio del género Strongylaspis, categorizada en la tribu Macrotomini, de la subfamilia Prioninae. Fue descrita por Lameere en 1912.
Existe un ejemplar de la especie en el museo de Historia Natural.

## Descripción
Mide 20 mm de longitud. Sin embargo, se han encontrado ejemplares de hasta 21 mm.

## Distribución
Se distribuye por América del Sur: en Brasil, en el estado de Mato Grosso.